# La Mohonera, Chilapa de Álvarez
La Mohonera är en ort i Mexiko.   Den ligger i kommunen Chilapa de Álvarez och delstaten Guerrero, i den södra delen av landet, 200 km söder om huvudstaden Mexico City. La Mohonera ligger 1 500 meter över havet och antalet invånare är 1 808.
Terrängen runt La Mohonera är huvudsakligen kuperad, men åt nordost är den bergig. Runt La Mohonera är det ganska glesbefolkat, med 42 invånare per kvadratkilometer. Närmaste större samhälle är Chilapa de Alvarez, 5,6 km sydost om La Mohonera. Omgivningarna runt La Mohonera är en mosaik av jordbruksmark och naturlig växtlighet.